# Aleksandr Botxarov
Aleksandr Víktorovitx Botxarov (en rus Александр Викторович Бочаров, Irkutsk, 26 de febrer de 1975) és un ciclista rus, ja retirat, que fou professional del 2000 al 2010. El 1998, amb 23 anys, arribà a França, on destacà en les curses amateurs que disputà per les seves habilitats en la muntanya. Això li va valer per fitxar pel Besson Chaussures el setembre de 1999 i el 2000 per l'AG2R Prévoyance. El 2005 fitxà pel Crédit Agricole. En el seu palmarès destaca la victòria al Tour del Mediterrani de 2008.

## Palmarès
- 1999
  - Vencedor d'una etapa del Tour de l'Avenir[5]
- 2008
  - 1r al Tour del Mediterrani i vencedor d'una etapa
- 2010
  - Vencedor d'una etapa del Tour del Llemosí

### Resultats al Tour de França
- 2001. 17è de la classificació general
- 2002. 30è de la classificació general
- 2003. 24è de la classificació general
- 2004. 36è de la classificació general
- 2006. 48è de la classificació general
- 2007. 33è de la classificació general
- 2008. 18è de la classificació general
- 2009. 18è de la classificació general

### Resultats al Giro d'Itàlia
- 2006. 27è de la classificació general

### Resultats a la Volta a Espanya
- 2002. 61è de la classificació general
- 2005. 20è de la classificació general
- 2007. 27è de la classificació general